# Elophos
Elophos är ett släkte av fjärilar som beskrevs av Jean Baptiste Boisduval 1840. Elophos ingår i familjen mätare.

## Bildgalleri

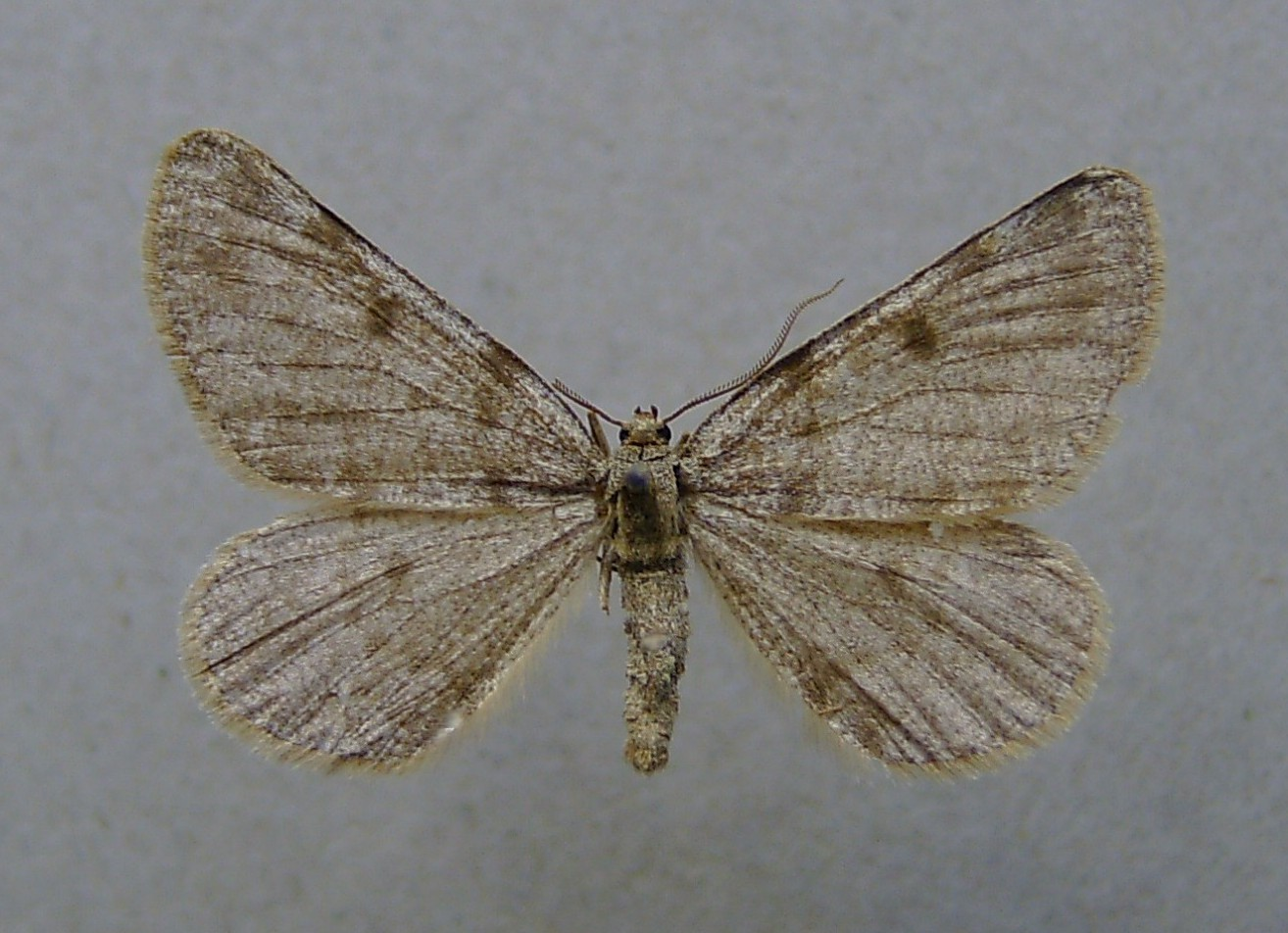

## Dottertaxa tillElophos, i alfabetisk ordning[1][2]
- Elophos abbreviata
- Elophos amphibolaria
- Elophos anastomosis
- Elophos andereggaria
- Elophos banghaasi
- Elophos barbarica
- Elophos bubaceki
- Elophos caelibaria
- Elophos caelibarius
- Elophos coelibaria
- Elophos designata
- Elophos gilvaria
- Elophos grisea
- Elophos hoefneri
- Elophos insignata
- Elophos intermedia
- Elophos jugicolaria
- Elophos leptogramma
- Elophos lutea
- Elophos mauricauda
- Elophos nitelaria
- Elophos operaria
- Elophos pulchraria
- Elophos reducta
- Elophos robusta
- Elophos scalettaria
- Elophos senilaria
- Elophos signata
- Elophos spurcaria
- Elophos subnivea
- Elophos teriolensis
- Elophos unicoloraria
- Elophos vallesiaria
- Elophos vittaria
- Elophos zelleraria
- Elophos zirbitzensis